# Nook 1st Edition

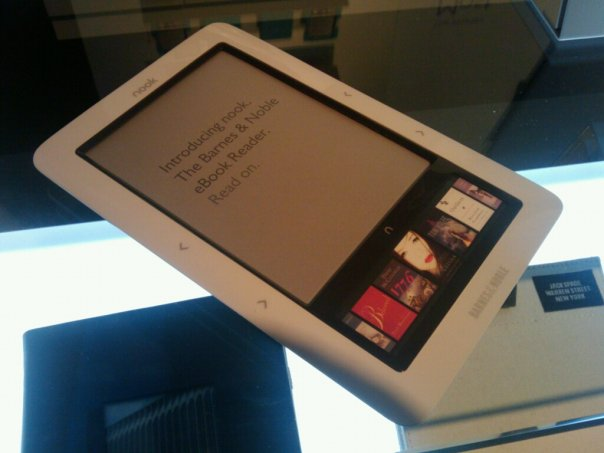
Un lector de eBooks Nook

El Barnes & Noble Nook, Nook 1st Edition, llamado normalmente Nook, es un lector de libros electrónicos desarrollado por la empresa Barnes & Noble, basado en la plataforma Android. Es el primer equipo de la Serie Nook. El dispositivo original fue anunciado en Estados Unidos el 20 de octubre de 2009, y fue lanzado el 30 de noviembre de 2009 a un precio de 259 dólares. El Nook original incluye Wi-Fi y 3G vía AT&T, una pantalla de seis pulgadas de tinta electrónica, y otra independiente, de menor tamaño, táctil y en color, de LCD, que sirve como dispositivo de entrada principal. El 21 de junio de 2010 Barnes & Noble redujo su precio a 199 dólares, y anunció una versión exclusivamente Wi-Fi de 149 dólares.
El 26 de octubre de 2010, se anunció la salida al mercado del Nook Color para el 19 de noviembre del mismo año.
El siguiente equipo de la gama, el Nook Simple Touch se anunció el 25 de mayo de 2011, siendo lanzado el 10 de junio de 2001.

## Detalles Técnicos
- CPU: microcontrolador Samsung S3C6410 (arquitectura ARMv6) a 667 MHz
- Flash RAM:
  - Interna de 2 GB
  - Externa en tarjetas MicroSD de hasta 16 GB
- Pantalla:
  - Principal de 6 pulgadas 600 x 800 píxels, tinta electrónica
  - Pantalla táctil TFT 480 x 144 píxel, 3,5 pulgadas
- Carcasa: 196 milímetros (7,72 plg) H x 125 milímetros (4,92 plg) W x 13 milímetros (0,51 plg) D en plástico blanco, trasera en plástico gris la versión 3G + Wi-Fi (aunque fue planeado como intercambiable[5]), plástico blanco la solo Wi-Fi, con un peso de 343 gramos (12,1 oz) (3G + Wi-Fi), 329 gramos (11,61 oz) (solo Wi-Fi). En la zona superior se encuentra el botón de encendido. En la inferior dos altavoces, el conector minijack de auriculares, el conector USB Micro B 2.0 y un led indicador de carga. A ambos lados de la pantalla e Ink hay dos parejas de botones para pasar página y entre esta y la pantalla táctil un botón de Home. Retirando la cubierta se tiene acceso a la ranura de tarjeta MicroSD y a la batería; retirando esta, a la tarjeta SIM (solo modelos 3G). Esta tarjeta está registrada para cada equipo y no puede intercambiarse entre Nooks o sustituirse por una de un teléfono móvil.
- Sistema operativo: Android versión 1.5
- Alimentación: Batería de polímero de litio BNRB1530 de 1530 mAh, reemplazable. Recarga en unas 4 horas con conexión mural o seis con conexión USB a un ordenador. Con el equipo se entrega un cargador con forma de enchufe y conector USB tipo A junto con el cable de alimentación/conexión.
- Entrada/Salida:
  - Ranura MicroSD interna
  - Ranura SIM interna (solo 3G)
  - Conector minijack 3,5 mm de auriculares estéreo.
  - Conector USB Micro B 2.0
  - Pantalla táctil
  - Cinco teclas en el frontal y Power en la zona superior.
  - Wi-Fi: 802.11b/g
  - 3G gratuito en el 3G + Wi-Fi
- Formatos:
  - eBook: eReader PDB sin DRM o con Barnes & Noble eReader DRM, a veces llamado Secure eReader (solo en el Nook original), EPUB sin DRM o con Barnes & Noble eReader DRM o Adobe Digital Editions, PDF sin DRM o con Adobe Digital Editions
  - imagen JPEG, GIF, PNG, BMP
  - sonido MP3, Ogg Vorbis
- Lenguajes: la interfaz por defecto es en Inglés. el soporte de otros idiomas varia con cada aplicación y opción. El equipo viene con fuentes latinas que muestran correctamente los textos en afrikáans, euskera, catalán, danés, holandés, Inglés, finés, francés, alemán, islandés, indonesio, italiano, noruego, portugués, español, y sueco.

## Versiones

### Versión 3G + Wi-Fi
Esta versión se lanzó el 22 de noviembre de 2009, a un precio de venta de 259 dólares y viene con una función de conectividad 3G + Wi-Fi para el acceso libre a la tienda en línea de Barnes y Noble. El precio se redujo a 199 dólares el 21 de junio de 2010, tras el lanzamiento del nuevo Nook Wi-Fi. La última bajada de precios se hizo el 25 de mayo de 2011, a un precio de cierre de 169 dólares en el mismo momento del anuncio del nuevo Nook, llamado  Nook Simple Touch.

### Versión Wi-Fi
Esta versión se lanzó el 21 de junio de 2010, a un precio de venta de 149 dólares. Es una versión del Nook 1st Edition que tiene Wi-Fi pero no 3G, y se distribuyó con la versión de Firmware 1.4 instalada. Físicamente es fácilmente distinguible del 3G + Wi-Fi, debido al color su trasera blanco en lugar del gris del 3G. La última bajada de precios se hizo el 25 de mayo de 2011, a un precio de cierre de 119 dólares en el mismo momento del anuncio del nuevo Nook, llamado Nook Simple Touch.

## Características
El Nook original tiene una pantalla de tinta electrónica para la visualización de contenido digital, y una pantalla táctil de color para la navegación y la visualización de contenido adicional. Las páginas se pasan con unos botones en forma de flecha situados en el lateral o haciendo gesto de deslizar en la pantalla táctil.
El Nook original se conecta a la tienda virtual de Barnes & Noble mediante una conexión 3G gratuita, con la red de AT&T, o a través de una conexión Wi-Fi. Es posible leer los libros electrónicos sin tener una conexión disponible; desactivar la conexión puede alargar la carga de la batería más de diez días.
El dispositivo tiene una ranura de tarjeta MicroSD para almacenamiento adicional y una batería de polímero de litio de 1530 mAh, reemplazable por el usuario. La batería se puede cargar a través de un adaptador de CA o con un cable USB Micro B 2.0, ambos incluidos con los nuevos equipos. El dispositivo también incluye un navegador web, un diccionario incorporado, Ajedrez y Sudoku, un reproductor de audio, altavoces y un conector minijack para auriculares de 3,5 mm.
El equipo soporta los siguientes formatos de eBook con DRM:
- eReader PDB con Barnes & Noble eReader DRM, a veces llamado Secure eReader (solo en el Nook original)
- EPUB con Barnes & Noble eReader DRM, utilizado para descargar libros electrónicos de forma inalámbrica al Nook
- EPUB con Adobe ADEPT DRM, a veces llamado Adobe EPUB o Adobe Digital Editions
- PDF con Adobe ADEPT DRM (sin embargo, no aparecen figuras y ecuaciones)

El EPUB con combinación DRM eReader es un nuevo formato creado para el Nook. Adobe se ha comprometido a incluir soporte para esa combinación en futuras versiones de Adobe Acrobat mobile software, para permitir que otros dispositivos de lectura soporten este formato.
Formatos de eBook sin DRM:
- EPUB
- eReader PDB (solo Nook original)
- PDF, incluyendo PDF protegidos con contraseña, pero no protegido con Vitrium

Nook soporta varios formatos de sonido para reproducir música mientras se lee y audiobooks como MP3 y Ogg Vorbis, pero no WMA. Solo el Nook original y el Nook Color admiten archivos de sonido.
Nook soporta JPEG, GIF, PNG, y BMP utilizado para las miniaturas de cubierta de libro, fondos de pantalla y protectores de pantalla.
El Nook tiene una función de "LendMe" que permite a los usuarios compartir algunos libros con otras personas, dependiendo de la concesión de licencias por el editor del libro. El comprador está autorizado a compartir un libro una vez con otro usuario por un máximo de dos semanas.
Los usuarios podrán compartir los libros comprados con otras personas que están usando las aplicaciones de lectura (software) de Barnes & Noble para Android, BlackBerry, iPad, iPhone, iPod Touch, Mac OS X y Microsoft Windows
Los clientes que utilizan el Nook en las tiendas de Barnes & Noble reciben el acceso a contenidos y ofertas especiales mientras el dispositivo está conectado a la Wi-Fi de la tienda. Además, la mayoría de eBooks en el catálogo puede ser leído por hasta una hora mientras está conectado a la red Wi-Fi de la tienda con la actualización de software 1.3.
Debido a Barnes & Noble no distribuye el Nook fuera de los Estados Unidos, si se compra en el extranjero no será posible acceder a una conexión 3G para comprar libros en la librería Barnes & Noble Nook Book Store. El Nook sigue siendo capaz de acceder a la misma tienda de libros a través de Wi-Fi y descargar libros gratis desde fuera de los EE. UU.

## Versiones del Firmware
Barnes and Noble distribuye actualizaciones de software automáticamente por la conexión inalámbrica o mediante una descarga manual.
Versión 1.0
- Versión de lanzamiento del Nook el 22 de noviembre de 2009.

Versión 1.1
- Lanzado en diciembre de 2009, consiste sobre todo en correcciones de errores menores.

Versión 1.2
- Lanzado en febrero de 2010, mejora de la capacidad de respuesta, marcadores, conectividad en las tiendas, y optimización del consumo de la batería. La actualización también incluye cambios en la interfaz destinados a mejorar la navegación de las suscripciones diarias, clarificar características LendMe, y permitir la clasificación de archivos personales en el dispositivo.[12]

Versión 1.3
- Lanzado en abril de 2010, añadió un navegador web (en beta), los juegos Ajedrez y Sudoku, y más opciones para la conectividad Wi-Fi. Otras nuevas características incluyen la capacidad de leer libros electrónicos completos de forma gratuita en las tiendas de Barnes and Noble por una hora a la vez, la opción de pre-ordenar eBooks que aún inéditos, modificaciones menores a la interfaz de usuario, y un mejor rendimiento al abrir los libros electrónicos y pasar las páginas.[13]

Versión 1.4
- Lanzado el 21 de junio de 2010, añadió soporte a los Hotspot Wi-Fi de AT&T, un nuevo tamaño de fuente extra grande, y una función ir a la página.[14]

Versión 1.5
- Lanzado el 22 de noviembre de 2010, añade mayor protección con contraseña opcional para el dispositivo y para hacer compras, una función de "Mis Estantes" para la organización de la biblioteca de libros electrónicos del usuario, y la sincronización automática de la última página leída a través de múltiples dispositivos. Otras mejoras incluyen paso de página más rápido y opciones mejoradas de búsqueda.[15]

Versión 1.6
- Lanzado el 6 de junio de 2011, incluye actualizaciones del menores del sistema.

Versión 1.7
- Lanzado el 20 de junio de 2011, incluye actualizaciones del menores del sistema.[16]

## Aplicaciones Nook
El programa Nook eReader está disponible gratuitamente para permitir la lectura de los eBooks comprados en equipos con Windows, Mac OS, iPhone, iPad, Android y Blackberry sin necesidad de un lector electrónico Nook. Un marcador virtual puede sincronizarse a través de los dispositivos que un lector utiliza. Actualmente solo se soporta Android, iOS y Windows 8 (sobremesa y tabletas)

## Hacking
Algunos usuarios de Nook han cargado aplicaciones Android en el Nook, como Pandora, un navegador web, un cliente de Twitter llamada Tuit, Google Reader y la aplicación de Facebook.
Muchas aplicaciones Android generalmente se ejecutan en el Nook presentando sus áreas interactivas en la pantalla E Ink, por lo que tales aplicaciones son difíciles de manipular en el dispositivo. Sin embargo, las aplicaciones de Android optimizada para la pantalla Nook también están disponibles, incluyendo lanzadores de aplicaciones, navegadores, gestores de la biblioteca, y un navegador de un catálogo de libros y opiniones sobre ellos.
Aunque la obtención de acceso root para instalar software en el Nook requería inicialmente desmontar el dispositivo, a partir de 2010 los usuarios pueden tener acceso de root usando solo software.
Una nueva revisión de hardware introducido en agosto de 2010, identificada por un número de serie a partir de 1003, corriendo el firmware 1.4.1, requiere un software diferente a los modelos más antiguos. Intentar obtener acceso de root utilizando un software diseñado para los modelos antiguos deja la unidad inservible.
En octubre de 2010, se ha encontrado un nuevo método que implica spoofing una entrada DNS permite rootear Nooks 1.4.1.

## Disponibilidad
El Nook se podía preordenar en los Estados Unidos por 259 dólares después de su lanzamiento el 20 de octubre de 2009 y comenzó a enviarse el 30 de noviembre de 2009. El dispositivo estaba disponible para demostración y exhibición en tiendas Barnes & Noble a principios de diciembre. Barnes & Noble comenzó a vender el Nook en las tiendas en febrero de 2010.
Debido al gran número de pre-pedidos, el lanzamiento inicial del producto involucró múltiples fechas de envío dependiendo de cuando los clientes ordenaron el Nook. El primer envío se produjo como estaba previsto el 30 de noviembre, pero hubo retrasos en los envíos posteriores porque la demanda del producto excede la producción. Otros envíos ocurrieron entre diciembre y febrero.
Barnes & Noble envió un certificado de regalo de 100 dólares a través de correo electrónico a los clientes que se habían prometido una entrega el 24 de diciembre del 2009, pero cuyo envío se retrasó hasta pasado el 25 de diciembre.

## Recepción
El Nook inicialmente recibió críticas mixtas, que van de los comentarios favorables de Time, Money, y PC Magazine a opiniones más críticas en Engadget y el New York Times. PC Magazine señaló la pantalla táctil en color, Wi-Fi y conectividad 3G, y una gran biblioteca de libros electrónicos como ventajas sobre los competidores del Nook, y como puntos negativos no soportar los ficheros .doc y HTML.
Money comparó el Nook favorablemente con el Amazon Kindle Amazon Kindle y el Sony Reader PRS-600 Touch Edition. el bloguero de ZDNet Matthew Miller llama al Nook "el rey de la conectividad y contenido" y escribió favorablemente sobre la función de los préstamos y soporte para archivos PDF y EPUB.
Time lista al Nook como uno de los "10 mejores gadgets de 2009".
Los críticos señalaron el funcionamiento lento del Nook y el diseño de la interfaz de usuario, con el revisor delNew York Times David Pogue escribiendo que el Nook sufría de "software a medias." Pogue más tarde demostró utilizando una balanza de correo que el peso del Nook es diferente de las especificaciones del producto anunciado por Barnes & Noble: 12,1 onzas (343,03 g) en lugar de los 11,2 onzas (317,51 g) anunciados por la compañía. El revisor de Engadget Joshua Topolsky argumentó que la capacidad de respuesta del menú y la organización no era óptimo, pero comentó que "muchos de los problemas parece que se puede solucionar con una revisión del Firmware" PC Magazine  publicó que la actualización 1.3 del Firmware, lanzado después de la mayoría de los comentarios sobre el Nook, mejora la capacidad de respuesta del dispositivo:  "En el Nook original, el cambio de página toma dos veces más que en el Kindle - dos segundos en comparación a un segundo. Con el firmware 1.3, es sólo una décima de segundo más lento que el Kindle, pero la diferencia es insignificante."
A principios de enero de 2010, el Nook fue galardonado con el premio TechCrunch Mejor Nuevo Gadget Crunchie para el año 2009.